# Урбанчич, Виктор (музыкант)
Виктор Урбанчич (исл. Victor Urbancic, собственно Виктор Эрнест Иоганн фон Урбанчич, нем. Viktor Ernest Johann von Urbantschitsch; 9 августа 1903, Вена — 4 апреля 1958, Рейкьявик) — австрийско-исландский дирижёр и композитор. Внук отоларинголога Виктора Урбанчича, племянник психолога Рудольфа Урбанчича и родственник актера Кристофа Вальца.
Учился в Венской академии музыки у Пауля Вайнгартена (фортепиано), Йозефа Маркса (композиция), Клеменса Краусса (дирижирование). Изучал также музыковедение в Венском университете под руководством Гвидо Адлера и Вильгельма Фишера, в 1925 году защитил диссертацию о сонатной форме в творчестве Иоганнеса Брамса.
В 1920-е годы работал капельмейстером у Макса Райнхардта в Театре в Йозефштадте. С 1926 года работал в Майнце как корепетитор и дирижёр оперетты, с 1930 года также и как оперный дирижёр. В 1933 году после прихода к власти нацистов был вынужден покинуть Германию, поскольку жена Урбанчича Мелитта, урождённая Грюнбаум, была еврейкой. Короткое время работал в Белграде, затем, вернувшись в Австрию, обосновался в Граце, возглавив Институт музыкознания в составе Грацского университета и одновременно заняв должность заместителя директора Штирийской консерватории Германа фон Шмайделя. После Аншлюса в 1938 году вместе с женой и тремя детьми эмигрировал в Исландию, обменявшись местами работы с Францем Миксой, сторонником нацизма, желавшим вернуться в Австрию.
На протяжении 20 лет играл значительную жизнь в музыкальной жизни Исландии, в 1949 году получил гражданство этой страны. Был органистом и хормейстером кафедрального Собора Христа Царя в Рейкьявике, преподавал в Рейкьявикском музыкальном колледже, выступал как аккомпаниатор с гастролировавшими в Исландии солистами (в частности, с Иболькой Цильцер в 1946 году). В 1943 году по инициативе и под управлением Урбанчича в Рейкьявике состоялось исполнение «Страстей по Иоанну» И. С. Баха с текстом Хадльгримюра Пьетурссона на исландском языке. Как музыкальный руководитель Национального театра Исландии в 1951 году дирижировал первым в стране оперным спектаклем — постановкой «Риголетто» Джузеппе Верди.
Автор оркестровых и камерных сочинений, песен.
Кавалер Ордена Исландского сокола.